# Трисекција угла
Трисекција угла, квадратура круга и удвајање коцке спадају у три чувена проблема грчке математике која су од изузетног значаја за развој геометрије.

## Проблем
Познајући неки угао α треба конструисати, само уз помоћ шестара и лењира, трећину датог угла ( β = α / 3 ). Претпоставимо да је угао β конструктибилан, а угао β је конструктибилан само ако су му конструктибилни cosβ и sinβ. За углове ће важити једнакост: cosα = cos3β = 4cos3β - 3cosβ.
Узмимо да је α = π / 3 и да је потребно конструисати угао β = π / 9. У том случају ће важити: cos3β = 4cos3β - 3cosβ = cosπ/3 = 1/2; Увођењем смене x = cosβ добија се једначина: 4x3 - 3x - 1/2 = 0.
Да би β конструктибилан број, мора постојати алгебарско решење ове једначине. Пошто овај полином нема рационалне корене значи да је p(x) несводљив на Q. 
Нека је a ∈ R решење једначине 4x3 - 3x - 1/2 = 0; Тада је |Q[a]:Q| = 3 ≠ 2r, а то значи да a није конструктибилан број, што даље имплицира да cosβ није конструктибилан а самим тим ни угао β. 
Тиме смо доказали да трисекција угла није могућа.